# Franziska van Almsick
Franziska van Almsick, född 5 april 1978 i Östberlin, DDR, är en tysk före detta simmare vann flera medaljer vid OS, världsmästerskap och europamästerskap.
Van Almsick hade sina första framgångar vid den östtyska spartakiaden. Sitt första världsrekord satte hon 1992 över 50 meter frisim på kortbana. Vid de olympiska spelen 1992 i Barcelona vann hon silver i 200 meter frisim och två bronsmedaljer med stafetten.
1993 slog van Almsick tre gånger nya världsrekord och vid EM i Sheffield vann hon 6 guldmedaljer. Vid VM i Rom 1994 hade hon problem i försöken i 200 meter frisim, men hennes lagkamrat Dagmar Hase avstod från sin finalplats och då fick van Almsick möjligheten att tävla. I finalen fick van Almsick medgången tillbaka och blev världsmästare med världsrekordtid.
Sedan hade hon en tid med mindre framgångar som sammanföll med olympiaderna 1996 i Atlanta och 2000 i Sydney. År 2002 gjorde van Almsick en anmärkningsvärd comeback då hon vann 5 guldmedaljer vid EM i Berlin. Efter att hon 2004 vid olympiaden i Aten bara vunnit två bronsmedaljer med stafetten slutade van Almsick med karriären.

### Fotnoter
1. ↑  ”Franziska van Almsick Bio, Stats, and Results - Olympics at Sports.reference.com”. sportsreference.com. Sportsreference. Arkiverad från originalet den 26 oktober 2009. https://web.archive.org/web/20091026010655/http://www.sports-reference.com/olympics/athletes/va/franziska-van-almsick-1.html. Läst 15 oktober 2015.
2. ↑  HistoFINA - SWIMMING MEDALLISTS AND STATISTICS AT FINA WORLD CHAMPIONSHIPS (50M) Arkiverad 24 augusti 2015 hämtat från the Wayback Machine. (engelska)